# Tuleň kaspický
Tuleň kaspický (Pusa caspica) je druh tuleně z rodu Pusa, který se endemicky vyskytuje v Kaspickém moři. Tento rybožravý druh tuleně žije po většině Kaspiku, avšak koncem podzimu se začne stahovat do severních oblastí, kde se na mělké vodě tvoří ledová pokrývka, na které je druh závislý pro vrh a výchovu mláďat. Ještě koncem 19. století se počty tuleňů kaspických odhadovaly na nejméně 1−1,6 milionu, avšak lov tuleňů v průběhu 20. století populaci zmenšil o cirka 90 %. Jedná se ohrožený druh, vedle pokračujícího lovu populaci ohrožují i nemoci (psinka), znečištění moře nebo rušivé vlivy spojené s výstavbou infrastruktury kolem těžby ropy.

## Systematika
Druh popsal v roce 1788 německý přírodovědec Johann Friedrich Gmelin. Tuleň kaspický se v minulosti řadil do rodu Phoca, nicméně moderní taxonomie jej zahrnuje do rodu Pusa spolu s úzce příbuzným tuleněm bajkalským a kroužkovaným. Tuleň bajkalský se stejně jako tuleň kaspický vyskytuje v geograficky uzavřené oblasti a dodnes se vedou debaty o tom, jak a hlavně kdy došlo k izolaci těchto druhů. Předpokládá se, že tuleň kaspický osídlil Kaspické moře skrze dnes již zaniklé říční spojení mezi Kaspickým mořem a Severním ledovým oceánem. Podle genetické studie finských vědců došlo ke kolonizaci Kaspického moře snad v pozdním pleistocénu přes 2−3 miliony lety.

## Popis

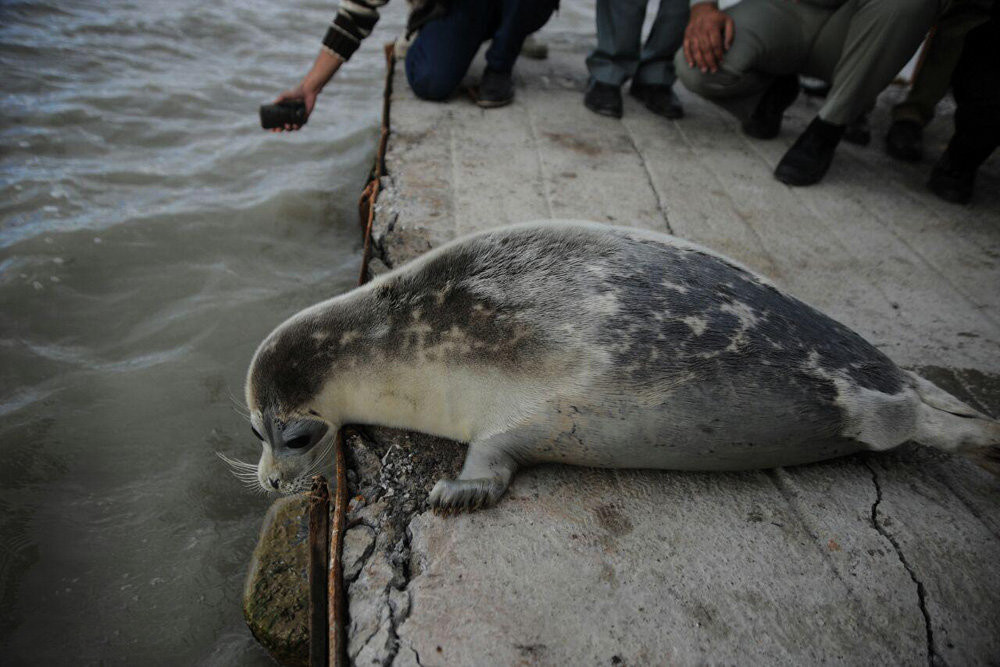
Tuleň kaspický

Jedná se o malý druh tuleně se zavalitým tělem, malou hlavou, velkýma očima a dlouhým čumákem, z něhož vyrůstají bílé vibrisy. Samci dosahují délky 1,5 m, samice 1,4 m, váha se pohybuje kolem 75−86 kg. Novorozeňata jsou 65−80 cm velká a váží kolem 5 kg. Hřbetní strana je šedá, břišní je světlejší. Celé tělo bývá pokryto světlými či tmavými fleky, které jsou výraznější u samců. Novorozeňata mívají sněhově bílé lanugo, které shazují ve věku 3−4 týdnů a nahrazují srstí podobnou dospělcům, avšak její zbarvení je světlejší s menším počtem skvrn. Zubní vzorec je I 3/2, C 1/1, PC 6/5.

## Rozšíření
Jak už druhový název napovídá, tuleň kaspický se vyskytuje pouze v Kaspickém moři. V rámci Kaspiku u tuleňů nastává pravidelná migrace mezi jižními, středními a severními částmi ovlivněná zaledněním a distribucí potravy. Na sever se tuleni stahují v době rozmnožování, které spolu s výchovou mláďat probíhá na ledu, který se ve velmi mělkých vodách severu formuje od konce prosince do počátku dubna. Menší kolonie tuleňů se nachází i na jihu Kaspiku na ostrovech u Turkmenistánu, hlavně na ostrově Ogurčinskij. Od konce jara do počátku podzimu tuleni využívají celou plochu Kaspického moře, a to hlavně ve středních a jižních částech, kam následují svou kořist. Menší část populace zůstává na severu, zejména kolem ústí Volhy a Uralu.
K roku 2016 se populace druhu odhadovala na cirka 68 000 dospělých jedinců, což odpovídá celkovému počtu asi 104−168 000 tuleňů kaspických.

## Biologie a chování
Tuleň kaspický obývá snad nejrozmanitější a teplotně nejextrémnější habitat ze všech ploutvonožců s teplotami vzduchu mezi +40 až −35 °C. Tuleni kaspičtí se sice s oblibou shromažďují na ledu, jedná se však o samotářská zvířata. Velké skupiny tuleňů se formují v době línání (duben a květen), kdy tuleni využívají menší ostrůvky v severních částech Kaspického moře, avšak i v těchto případech se sociální interakce tuleňů omezují na agresivní odfrknutí nebo mávání ploutvemi, čímž si jednotlivci vymezují svůj osobní prostor.

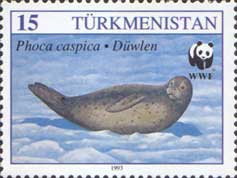
Tuleň kaspický na turkmenistánské známce z roku 1993

Živí se různými druhy ryb, k nimž patří kilky (mj. Clupeonella caspia), gavún štíhlý, candát obecný, plotice obecná, cejn velký nebo cejnek malý. Vedle ryb požírá i korýše. Pro potravu se potápí typicky do mělkých hloubek do 15 m na dobu do 5 minut, avšak může se potopit i do hlubin přesahujících 200 m na dobu více než 20 minut. K predátorům patří vlci a orli, kteří se zaměřují hlavně na mláďata.

### Rozmnožování
Jedná se o monogamní druh, což je u ploutvonožců značně neobvyklé. Samice pohlavně dospívají kolem 5 let, avšak k prvnímu zabřeznutí dochází až kolem 7 let. Samci dospívají ve věku 6−7 let. Tuleni se začnou stahovat  do severních částí Kaspického moře již koncem podzimu. Shromažďují se na písčitých ostrůvcích a v rákosinách, a po zamrznutí vody se přesunou na led. K vrhům dochází od poloviny ledna do poloviny února na nejméně 20 cm tlustém ledu v severních částech Kaspického moře. K vrhům mláďat dochází v zákrytu ledových výčnělků a hřebenů, výjimečně i v brlozích ve sněhu (srv. s tuleněm kroužkovaným, který vrhá zásadně ve sněžných brlozích). Doba laktace trvá 3−5 týdnů, během kterých se váha mláďat zněkolikanásobí z původních 5 kg až na 20−58 kg. Kopulace se samci nastává krátce po odstavení nebo ke konci laktačního období. Dožívají se až 50 let.

## Ohrožení

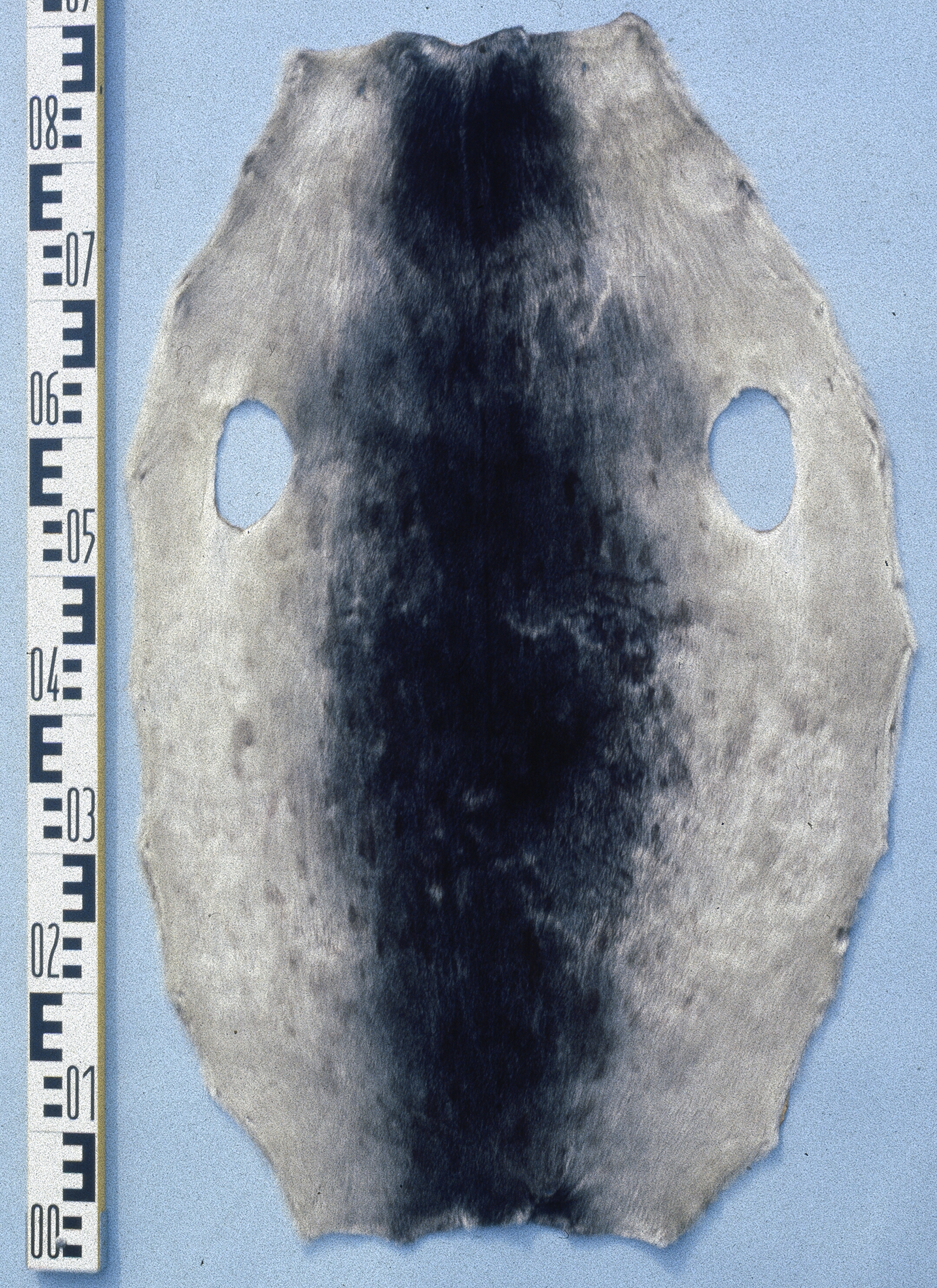
Kožešina tuleně kaspického

K roku 1867 se minimální počet tuleňů kaspických odhaduje na 1−1,6 milionu, avšak od té doby populace zaznamenala asi 90% pokles, a to především následkem lovu ve 20. století. Mezinárodní svaz ochrany přírody (IUC) považuje tuleně kaspického za ohrožený druh. Poukazuje zejména na výrazný pokles početnosti populace i areálu výskytu v důsledku lovu a nechtěných odchytů komerčními rybáři, které přesahují udržitelné úrovně. Vysoká úmrtnost tuleňů byla zaznamenána hlavně u ilegálního rybolovu jeseterů. K významnému ohrožení patří nemoci. V letech 1997, 2000 a 2001 byla zaznamenána masívní úmrtí tuleňů kaspických následkem nákazy psinkou. Hrozbu představuje i invazivní druh žebernatky Mnemiopsis leidyi, která decimuje místní zooplankton, což má přímý vliv na početnost místních ryb včetně kilek, které tvoří důležitou součást jídelníčku tuleňů kaspických. Znečištění vody, zejména těžkými kovy, je dalším z ohrožení druhu. Globální oteplování a sním spojený ústup ledu pravděpodobně bude mít na populaci negativní vliv. K dalším typů ohrožení patří rušení během výstavby infrastruktury pro těžbu ropy. Druh je i nadále loven, a to jak legálně, tak ilegálně. Legální kvóty nastavuje komise zastupující státy kolem Kaspického moře, typicky se jedná kolem 18 000 tuleňů s ročně pro všechny státy, z nichž 8000 připadá Rusku.
V prosinci roku 2022 byl zaznamenán úhyn 2500 tuleňů kaspických u břehů jižního Ruska. Příčina úhynu nebyla nalezena, avšak tuleni patrně uhynuli následkem přirozených příčin. K podobnému incidentu došlo i počátkem roku 2022, kdy na kazašských březích moře vyplavilo 140 tuleňů kaspických.